# Kamishibai

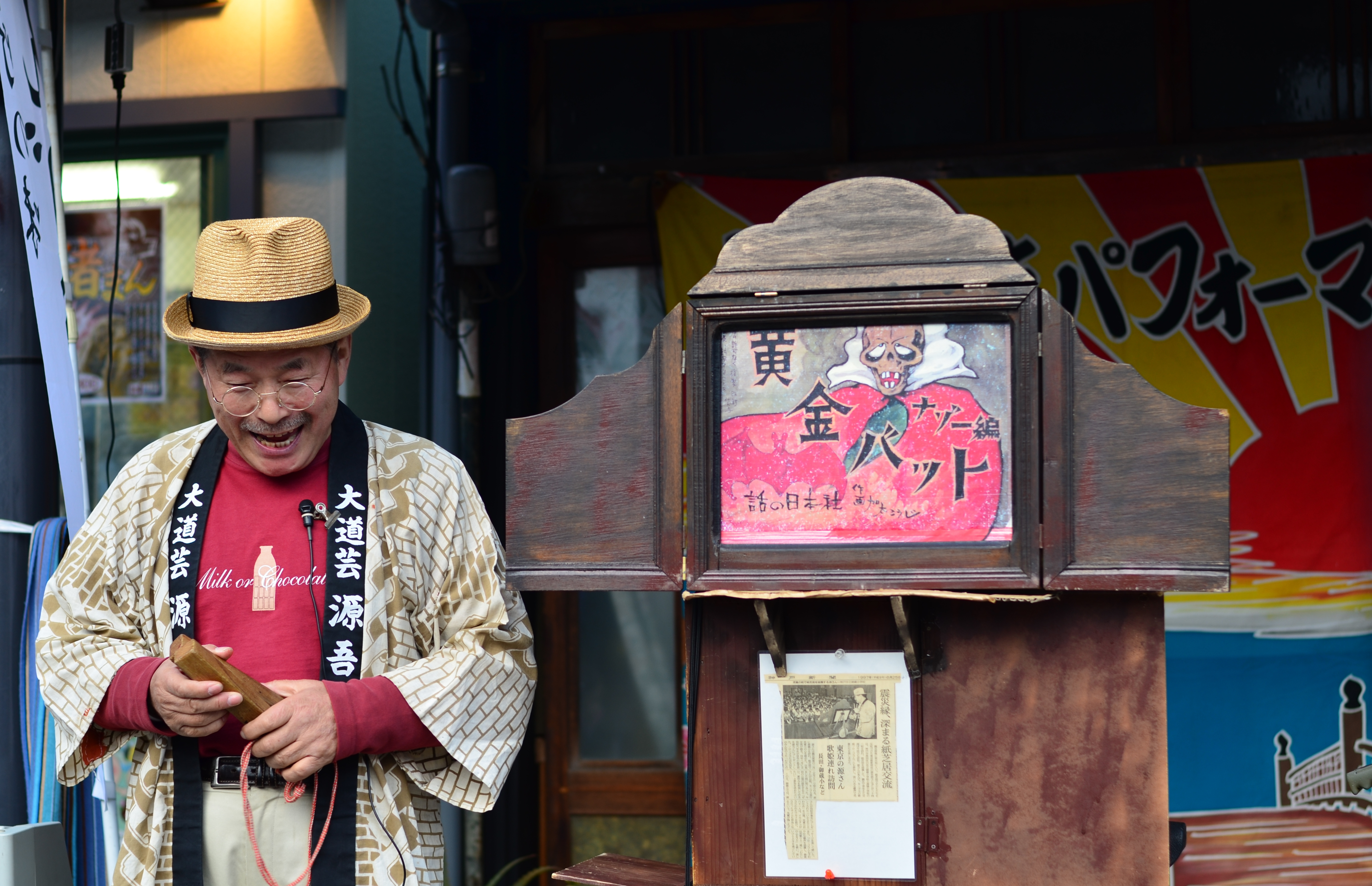
Un artista de kamishibai de Tòquio

En japonès, el kamishibai (紙芝居), literalment significa 'drama de paper', és una forma d'explicar històries molt popular al Japó. Es va originar als temples budistes cap al segle xii i forma part de la tradició cultural del Japó.
El kamishibai és format per un conjunt de làmines il·lustrades en una cara i amb el text a l'altra. Acostuma a ser un conte o narració moral. Aquestes làmines s'insereixen en un teatrí plegable (en japonès butai) de cara al públic, de manera que el narrador pot anar llegint el conte i el públic seguir la història per mitjà de les imatges. A mesura que es van llegint els textos es van succeint les imatges del conte.